# Tepepa de Zaragoza, Coyomeapan
Tepepa de Zaragoza är en ort i Mexiko.   Den ligger i kommunen Coyomeapan och delstaten Puebla, i den sydöstra delen av landet, 270 km sydost om huvudstaden Mexico City. Tepepa de Zaragoza ligger 1 261 meter över havet och antalet invånare är 454.
Terrängen runt Tepepa de Zaragoza är huvudsakligen bergig, men åt nordost är den kuperad. Runt Tepepa de Zaragoza är det ganska tätbefolkat, med 96 invånare per kvadratkilometer. Närmaste större samhälle är Huitzmaloc, 12,8 km nordväst om Tepepa de Zaragoza. I omgivningarna runt Tepepa de Zaragoza växer i huvudsak städsegrön lövskog.